# Neuroleon decoratus
Neuroleon decoratus là một loài côn trùng trong họ Myrmeleontidae thuộc bộ Neuroptera. Loài này được Handschin miêu tả năm 1936.